# Conostigmus dimorphus
Conostigmus dimorphus är en stekelart som först beskrevs av Jean-Jacques Kieffer 1905.  Conostigmus dimorphus ingår i släktet Conostigmus och familjen trefåresteklar. Inga underarter finns listade i Catalogue of Life.